# Wokha (distrikt)
Wokha är ett distrikt i Indien.   Det ligger i delstaten Nagaland, i den östra delen av landet, 1 700 km öster om huvudstaden New Delhi. Antalet invånare är 166 343.
Följande samhällen finns i Wokha:
- Wokha